# Włodzimierz Tetmajer

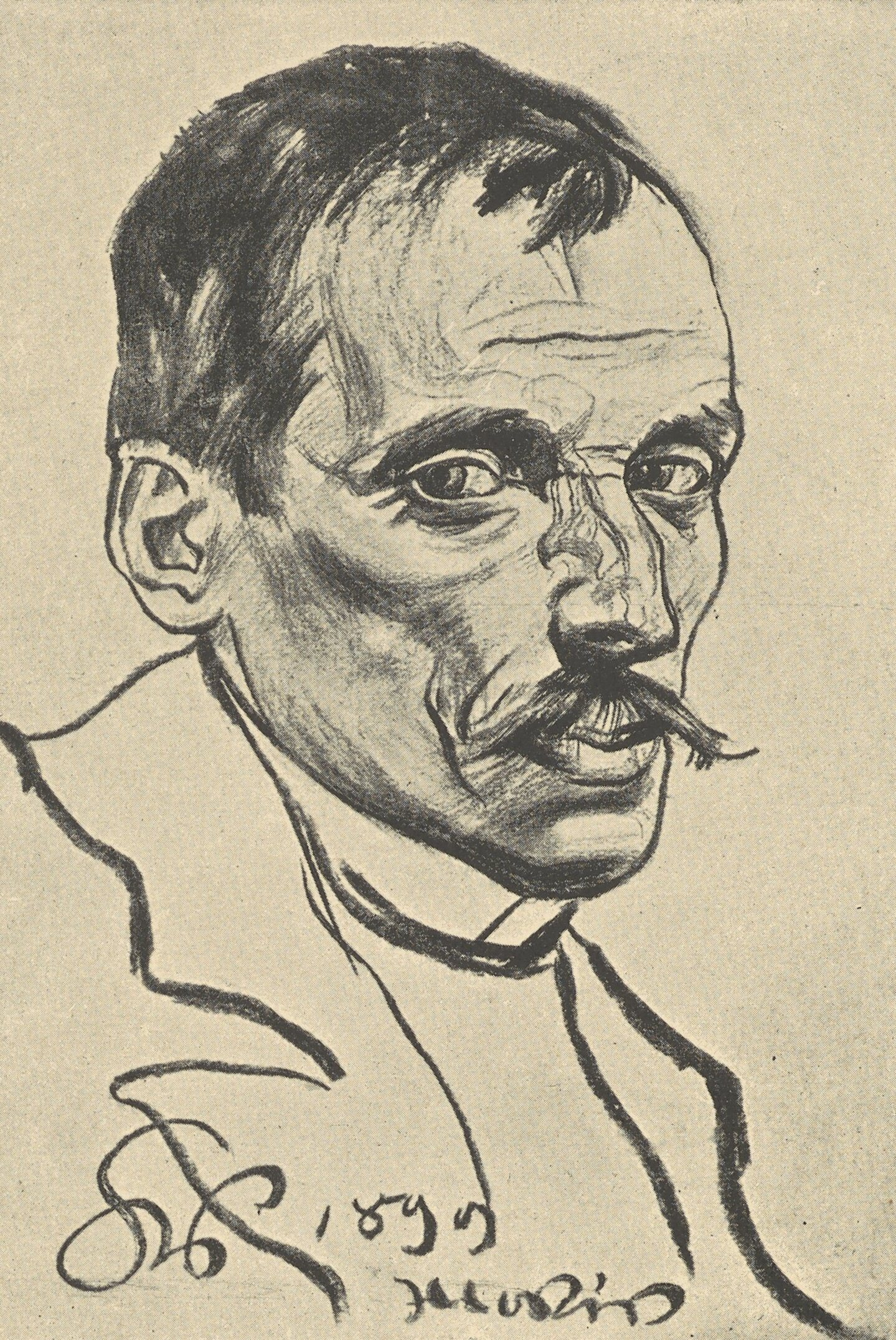
Chân dung Włodzimierz Tetmajer do Stanisław Wyspiański vẽ.

Włodzimierz Tetmajer (31 tháng 12 năm 1861 tại Harklowa – 26 tháng 12 năm 1923 tại Kraków) là họa sĩ người Ba Lan. Các tác phẩm của ông được lưu trữ trong bộ sưu tập Bảo tàng Quốc gia Warszawa và Kraków.

## Tiểu sử
Włodzimierz Tetmajer sinh ra ở thị trấn Nowy Targ, Harklowa gần Krakow và mất ở Bronowice, nay là một huyện của Kraków.
Tetmajer học hội họa tại Trường Mỹ thuật Kraków (Szkoła Sztuk Pięknych w Krakowie) (1875–1886), sau đó ở Vienna và Munich (1886–1889), ở Paris tại Académie Colarossi (Học viện Colarossi), và ông theo học lớp của họa sĩ Jan Matejko từ 1889 đến 1895.

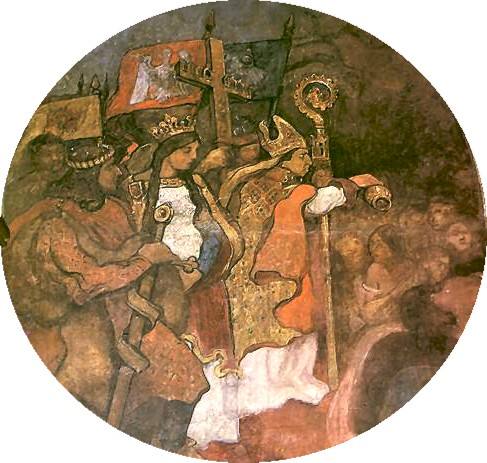
Lễ rửa tội ở Litva (Lietuvos krikštas) do Włodzimierz Tetmajer vẽ năm 1387

Năm 1890, theo tinh thần của phong trào Ba Lan trẻ hướng về cội nguồn, ông kết hôn với Anna Mikołajczykówna, con gái nông dân từ vùng quê Bronowice. Tetmajer sống với vợ trong một ngôi nhà hẻo lánh được lợp bằng tranh. Đám cưới làng quê trở thành nguồn cảm hứng cho nhà viết kịch Stanisław Wyspiański, người đã viết bộ phim truyền hình về nền độc lập của Ba Lan mang tên " Wesele " (Đám cưới).
Theo Tiến sĩ Józef Andrzej Nowobilski:
"Là một trong những họa sĩ tài ba của Ba Lan, Tetmajer là ví dụ tiêu biểu về họa sĩ thời kỳ trường phái ấn tượng và phong trào Ba Lan trẻ. Ông là người đã cống hiến tài năng và thành tựu nghệ thuật của mình cho cuộc chiến phục hưng dân tộc Ba Lan và khôi phục nhà nước Ba Lan. Ông tin chắc rằng truyền thống dân gian và sự tôn sùng nông dân Ba Lan sẽ là yếu tố then chốt để đạt được những mục tiêu đó. " 
Włodzimierz Tetmajer là em cùng cha khác mẹ của nhà thơ Kazimierz Przerwa-Tetmajer.